# 胡安惠

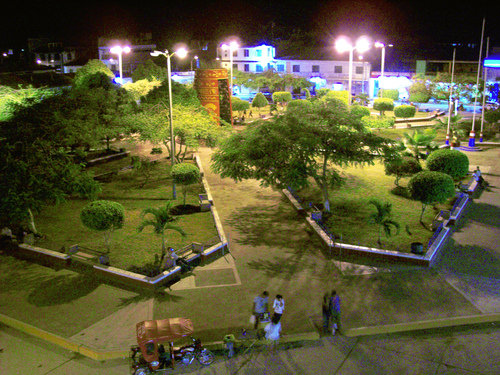

胡安惠是秘魯的城市，位於該國北部，由聖馬丁大區負責管轄，始建於1827年9月24日，海拔高度565米，主要經濟活動是貿易業、農業和旅遊業，2005年人口38,427。

## 外部連結
- （西班牙文） www.juanjui.com

7°10′48.86″S 76°43′35.28″W / 7.1802389°S 76.7264667°W